# Jerry Simons
Jerry Simons (n. Paramaribo, 29 de agosto de 1969) fue un jugador de fútbol profesional surinamés nacionalidado holandés que jugaba en la posición de centrocampista.

## Biografía
Jerry Simons debutó como futbolista profesional en 1986 a los 17 años de edad con el Feyenoord Rotterdam. Además jugó para el Spartaan'20, SVV, FC Dordrecht, SBV Vitesse, FC Volendam, CA Osasuna, y KV Oostende antes de volver al FC Dordrecht. Posteriormente se fue a Grecia para jugar al Kalamata FC y al Athinaikos FC. Finalmente jugó para el SV Deltasport Vlaardingen y el SV Nootdorp, club en el que se retiró como futbolista en 2004 a los 35 años de edad.

## Clubes
| Club                      | País         | Año       | Partidos | Goles |
| ------------------------- | ------------ | --------- | -------- | ----- |
| Feyenoord Rotterdam       | Países Bajos | 1986-1988 | 1        | 0     |
| Spartaan'20               | Países Bajos | 1988-1989 |          |       |
| SVV                       | Países Bajos | 1989-1991 | 43       | 1     |
| FC Dordrecht              | Países Bajos | 1991-1993 | 72       | 12    |
| SBV Vitesse               | Países Bajos | 1993-1996 | 39       | 8     |
| FC Volendam               | Países Bajos | 1996      | 13       | 3     |
| CA Osasuna                | España       | 1996-1998 | 20       | 2     |
| KV Oostende               | Bélgica      | 1998-1999 |          |       |
| FC Dordrecht              | Países Bajos | 1999      | 22       | 6     |
| Kalamata FC               | Grecia       | 2000      | 9        | 1     |
| Athinaikos FC             | Grecia       | 2000-2002 | 8        | 2     |
| SV Deltasport Vlaardingen | Países Bajos | 2002-2003 |          |       |
| SV Nootdorp               | Países Bajos | 2003-2004 |          |       |

## Palmarés
SVV
- Eerste Divisie: 1990

KV Oostende
- Segunda División de Bélgica: 1998